# 노익현
노익현(1974년 1월 5일 ~ )은 대한민국의 배우이다.

## 출연 작품

### 영화
- 《우리 연애의 이력》 (2016년) - 성감독조감독 역
- 《후궁: 제왕의 첩》 (2012년) - 이봉수 역
- 《킬링타임》 (2012년) - 괴물 역
- 《창피해》 (2011년)
- 《스파이 파파》 (2011년) - 선글라스 1 역
- 《백야행 - 하얀 어둠 속을 걷다》 (2010년) - 이 형사 역
- 《당신이 잠든 사이에》 (2008년)  - 의사 역
- 《아리랑》 (2003년) - 영진 역
- 《동행》 (2002년) - 승철 역
- 《고양이를 부탁해》 (2001년) - 직원 역
- 《대학로에서 매춘하다가 토막 살해당한 여고생 아직 대학로에 있다》 (2000년) - 괜히 뒤에 품잡고 있다가 애한테 총맞은 남자 역

### 드라마
- 《아직도 결혼하고 싶은 여자》 (2010년, MBC)
- 《정조암살미스터리: 8일》 (2007년, 채널CGV) - 한장복 역
- 《내 손을 잡아요》 (2005년, KBS1)
- 《태조 왕건》 (2000년, KBS1)